# دادکان (خاش)
دادکان یک روستا در ایران است که در شهرستان خاش استان سیستان و بلوچستان واقع شده‌است. دادکان ۸۰۰ نفر جمعیت دارد.

## جمعیت
این روستا در دهستان ایرندگان قرار دارد و براساس سرشماری مرکز آمار ایران در سال ۱۳۸۵، جمعیت آن ۸۰۰ نفر (۱۷۱ خانوار) بوده‌است.